# کاملوتیا
کاملوتیا (نام علمی: Camelotia)، یک دایناسور گیاه‌خوار مربوط به دوره تریاس پسین می‌باشد. این جانور ۲۱۹ تا ۲۱۳ میلیون سال پیش می‌زیسته که بیش از ‍۹ متر طول و ۳۲۷۰ کیلو گرم وزن داشته است. استخوان ران این دایناسود حدو ۹۵ سانتی متر طول داشت. سنگوارهٔ کاملوتیا در انگلستان کشف شده‌است و در سال ۱۹۸۵ به وسیله گالتون نام‌گذاری شد. گونه خاص این جنس کاملوتیا بوریلیس نام دارد.